# Hatibandha
Hatibandha é uma vila no distrito de Sundargarh, no estado indiano de Orissa.

## Demografia
Segundo o censo de 2001, Hatibandha tinha uma população de 9296 habitantes. Os indivíduos do sexo masculino constituem 53% da população e os do sexo feminino 47%. Hatibandha tem uma taxa de literacia de 70%, superior à média nacional de 59.5%: a literacia no sexo masculino é de 78% e no sexo feminino é de 61%. Em Hatibandha, 12% da população está abaixo dos 6 anos de idade.